# Riina Koskinen
Riina Koskinen (* 17. April 1997 in Kuopio) ist eine finnische Squashspielerin.

## Karriere
Riina Koskinen spielte hauptsächlich von 2017 bis 2020 auf der PSA World Tour. Ihre beste Platzierung in der Weltrangliste erreichte sie mit Rang 98 im Januar 2018. Für die finnische Nationalmannschaft debütierte sie 2016 bei den Europameisterschaften und gehörte auch 2017, 2019 und 2022 zum EM-Kader. Mit der Nationalmannschaft nahm sie außerdem 2018, 2022 und 2024 an den Weltmeisterschaften teil.
In Einzelkonkurrenzen vertrat Koskinen Finnland bei der Europameisterschaft 2016 in Prag und bei den World Games in Birmingham. Bei der Europameisterschaft unterlag sie im Achtelfinale Anna Serme, während sie bei den World Games nach einer Niederlage gegen Alex Haydon nicht über die erste Runde hinaus kam. Zwischen 2016 und 2020 wurde Koskinen nach Finalniederlagen gegen Emilia Soini bzw. Emilia Korhonen insgesamt viermal finnische Vizemeisterin.

## Erfolge
- Finnische Vizemeisterin: 2016, 2017, 2018, 2020